# Jasuzó Nodžima
Jasuzó Nodžima (野島 康三, Nojima Yasuzō, 12. února 1889, prefektura Saitama – 14. srpna 1964, prefektura Kanagawa) byl japonský fotograf. Je zvláště dobře známý díky neidealizovaným aktům „obyčejných“ japonských žen provedených jak v piktorialistickém tak i v modernistickém stylu.

## Životopis
Nodžima začal studovat na Keio University v roce 1906 a o dva roky později začal fotografovat. V letech 1915 až 1920 provozoval studio i galerii, Misaka Photo Shop, kde v roce 1920 uspořádal svou první samostatnou výstavu. Přibližně ve stejné době otevřel galerii Kabutoja Gado, která byla napojena na literární hnutí širakaba-ha. Nodžima později provozoval několik dalších studií, například Nonomija Photography Studio a Nodžima Tei, což byl salon sídlící v jeho domě.
Počínaje rokem 1932 Jasuzó Nodžima, Iwata Nakajama a Nobuo Ina vydávali měsíčník Kóga (光画). Časopis byl kritickým bodem obratu v japonské umělecké fotografii.
Členem Japonské fotografické společnosti se stal v roce 1928.